# Ферхат и Ширин
Ферхат и Ширин — классическая средневековая восточная легенда, известная в персидской, тюркской и других культурах. История любви Ферхата, мастера-каменщика, и Ширин, прекрасной принцессы, стала символом преданности и самоотверженности.

## Содержание
Легенда рассказывает о том, как Ферхат, влюблённый в Ширин, совершал невероятные подвиги, чтобы заслужить её любовь. В одной из версий истории Ферхат высекает гору, чтобы прокопать источник воды для любимой.

## История и происхождение
Считается, что легенда возникла в средневековом Иране и широко распространилась в тюркских странах. На её основе создано множество литературных и художественных произведений.

## В культуре
«Ферхат и Ширин» — важный сюжет в классической поэзии, музыке, театре и живописи. Особенно известна поэма Низами Гянджеви «Хамсе», где сюжет занимает значительное место.